# Marko Simeunovič
Marko Simeunovič (Maribor, 1967. december 6. –), szlovén válogatott labdarúgókapus.
A szlovén válogatott tagjaként részt vett a 2000-es Európa-bajnokságon és a 2002-es világbajnokságon.

## Sikerei, díjai
Olimpija Ljubljana
- Szlovén bajnok (4): 1991–92, 1992–93, 1993–94, 1994–95
- Szlovén kupagyőztes (2): 1992–93, 1995–96

Maribor
- Szlovén bajnok (4): 1996–97, 1999–2000, 2000–01, 2001–02
- Szlovén kupagyőztes (1): 1996–97